# Islândia nos Jogos Olímpicos de Verão de 1960

A Islândia competiu nos Jogos Olímpicos de Verão de 1960 em Roma, Itália.